# 迈索奈
迈索奈（法語：Maisonnais，法語發音：[mɛzɔnɛ]）是法国谢尔省的一个市镇，属于圣阿芒蒙龙区。

## 地理
迈索奈（46°38'24"N, 2°12'56"E）面积26.95 平方千米，位于法国中央-卢瓦尔河谷大区谢尔省，该省份为法国中部省份，北起卢瓦雷省，西接卢瓦-谢尔省和安德尔省，南至克勒兹省，东南接阿列省，东临涅夫勒省。
与迈索奈接壤的市镇（或旧市镇、城区）包括：贝德、勒沙特莱、伊德圣罗克、勒宰、圣皮埃尔莱布瓦、图谢、维克埃克桑普莱。

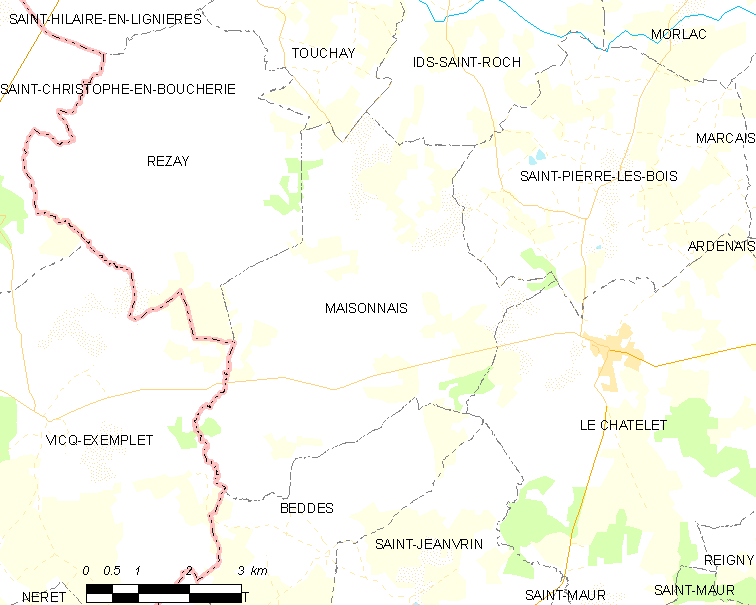
迈索奈的OSM定位图

迈索奈的时区为UTC+01:00、UTC+02:00（夏令时）。

## 行政
迈索奈的邮政编码为18170，INSEE市镇编码为18135。

## 政治
迈索奈所属的省级选区为沙托梅扬县。

## 人口

1962-2008年间迈索奈人口变化图示

迈索奈于2022年1月1日时的人口数量为228人。